# Josep Maria Delhom
Josep Maria Delhom és un investigador de còmic català, nascut a Barcelona el 1941.
Ha estat impulsor del Museu del Còmic i la Il·lustració de Barcelona i de la creació del Museu del Còmic i la Il·lustració de Catalunya a Badalona, projectes amb els quals ha estat estretament vinculat.

## Biografia
Afeccionat al còmic des de la infància, va participar en la fundació del "Club de Amigos de la Historieta" (CAH) el gener de 1975. Després d'haver-lo dirigit durant el seus primers anys, es va centrar en la realització del primer catàleg del tebeo a Espanya, que fou publicat el 1980 amb l'ajuda de Joan Navarro, amb el títol Catálogo del tebeo en España, 1915-1965.
Delhom va seguir la seva llavor divulgadora del còmic a través d'articles i conferències fins que el 1986 va fundar el "Círculo del Cómic", en substitució del desaparegut CAH. El 1989 va publicar una edició ampliada i revisada del seu catàleg, amb el títol Catálogo del tebeo en España, 1865-1980.
El 2018 Delhom va comissariar l'exposició Les revistes d'humor de la postguerra a Catalunya al Centre Cívic del Coll, al mateix local on hi havia estat instal·lada l'Editorial Bruguera.
Degut a la paralització indefinida del projecte del Museu del Còmic i la Il·lustració de Catalunya (l'obertura del qual estava prevista pel 2012), a partir del 2019 Delhom va passar a col·laborar amb el Museu del còmic i la il·lustració obert a Sant Cugat del Vallès, al qual va aportar una part de la seva gran col·lecció.
El 2020 es va generar un escàndol quan diversos mitjans de comunicació van destapar que l'arxiu del Museu del Còmic i la Il·lustració de Barcelona s'estava deteriorant enmig de la pols i froridures d'un soterrani humit de l'Avinguda de Vallcarca. Delhom, responsable de l'arxiu, denunciava que cap institució catalana es volia fer càrrec de l'arxiu històric del comic català.

## Publicacions
- Catálodo del tebeo en España, 1915-1965. Colectivo 9º Arte, 1980.
- Catálodo del tebeo en España, 1865-1980. Círculo del cómic y del coleccionismo/Cuto Edicions, 1989.